# Stanley B. Prusiner
Stanley Benjamin Prusiner (n. 28 mai 1942, Des Moines, Iowa, SUA) este un neurolog și biochimist american. Este director la Institutul de Boli Neurodegenerative din cadrul University of California, San Francisco (UCSF). Prusiner este descoperitorul prionilor, o clasă de proteine infecțioase și patogene ce se autoreplică. Este laureat al Premiului Nobel pentru Fiziologie sau Medicină în anul 1997 pentru cercetările sale și ale echipei sale în domeniul prionilor.